# ジョワ・ド・ヴィーヴル

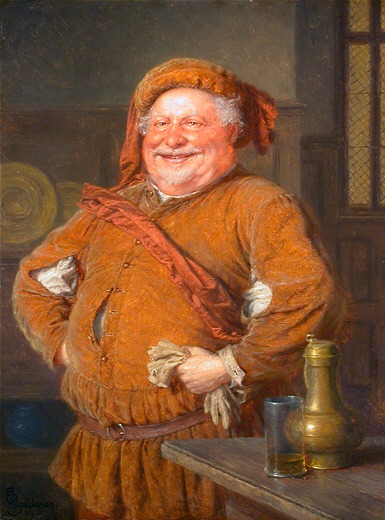
エドゥアルト・フォン・グリュッツナーによる、「生きる喜び」で知られる文学上の人物、ファルスタッフ（作中人物）の描写。

ジョワ・ド・ヴィーヴル (フランス語: Joie de vivre、発音: [ˌʒwɑː də ˈviːv(rə)] ZHWAH də VEEV-(-rə), フランス語: [ʒwa d(ə) vivʁ] ( 音声ファイル); "joy of living"、意味: 「生きる喜び」）は、人生を陽気に楽しむこと、精神の高揚、全般的な幸福感を表現するために英語でもよく使用されるフランス語のフレーズである。
それは、会話の喜び、食事の喜び、人が行うあらゆることの喜びとなりうる…そして「joie de vivre（生きる喜び）」は、あらゆることの喜び、包括的な喜び、人生哲学、世界観 (Weltanschauung) と見なすことができる。ロベール辞書によると、「joie（喜び）」は、sentiment exaltant ressenti par toute la conscience（意識全体で感じる高揚した感情）である。つまり、人の全存在を巻き込むものである。

## 心理学
アブラハム・マズローやカール・ロジャーズなどの20世紀の自己実現論理の提唱者は、その副産物の一つとして、後者が、「自分自身であることの静かな喜び...自発的なリラックスした楽しみ、原始的なjoie de vivre（生きる喜び）」と呼んだものの再発見を見出した。
「ジョワ・ド・ヴィーヴル」は、DWウィニコットの遊び感覚や真の自己へのアクセスの概念とも結び付けられている。

## 関連文献
- Schutz, William (1973). Joy: Expanding Human Awareness. New York, NY: Ballantine Books. ISBN 9780345274595. OCLC 3756811
- Csikszentmihalyi, Mihaly (1991). Flow: The Psychology of Optimal Experience. New York, NY: Harper Perennial. ISBN 9780060920432. OCLC 473801272 2013年11月16日閲覧。
- Harrow, Susan; Unwin, Timothy A. (2009) (英語). Joie de Vivre in French Literature and Culture: Essays in Honour of Michael Freeman. Rodopi. ISBN 978-90-420-2579-0